# Prix Prudens Van Duyse
 (mai 2023).
Si vous disposez d'ouvrages ou d'articles de référence ou si vous connaissez des sites web de qualité traitant du thème abordé ici, merci de compléter l'article en donnant les références utiles à sa vérifiabilité et en les liant à la section « Notes et références ».
Le Prix Prudens Van Duyse (Prudens van Duyseprijs) est un prix décerné par le Marnixring Ros Beiaard Dendermonde et la ville de Termonde. Il a comme but de récompenser la propagation et la promotion de la culture néerlandaise.
Le premier prix fut décerné lors du cinquième anniversaire du Marnixring[Quoi ?] de Termonde en 1978.
Il tient son nom du poète Prudens van Duyse, natif de Termonde  (1804-1859).

## Lauréats
- 1978 : Wies Moens
- 1981 : l'action Waar Vlamingen Thuis Zijn,
- 1983 : la bourgmestre Celine Algoet de Rhode-Saint-Genèse,
- 1986 : le Vlaams Verbond voor Gepensioneerden,
- 1988 : le pédagogue musical Walter Boeykens,
- 1991 : le président de la Vlaamse Volksbeweging Mon De Clopper,
- 1993 : la fondation ons Erfdeel,
- 1996 : l'artiste populaire termondois Gust Dierickx,
- 1998 : le spectacle de danse Incar de Lebbeke,
- 2003 : le chanteur Willem Vermandere.